# Jaume I d'Urgell
Jaume I d'Aragó-Urgell i d'Entença, anomenat simplement Jaume I d'Urgell (Saragossa, 1321 - Barcelona, 15 de novembre de 1347), fou infant d'Aragó, comte d'Urgell, vescomte d'Àger, baró d'Antilló i d'Entença (1328-1347).

## Orígens familiars
Fou el segon fill d'Alfons el Benigne de Catalunya-Aragó i de Teresa d'Entença. Va heretar el comtat d'Urgell als vuit anys en morir la seva mare i al renunciar-hi el seu pare, coronat rei. Fou el segon comte d'Urgell de la dinastia Aragó-Urgell.

## Relacions amb la cort

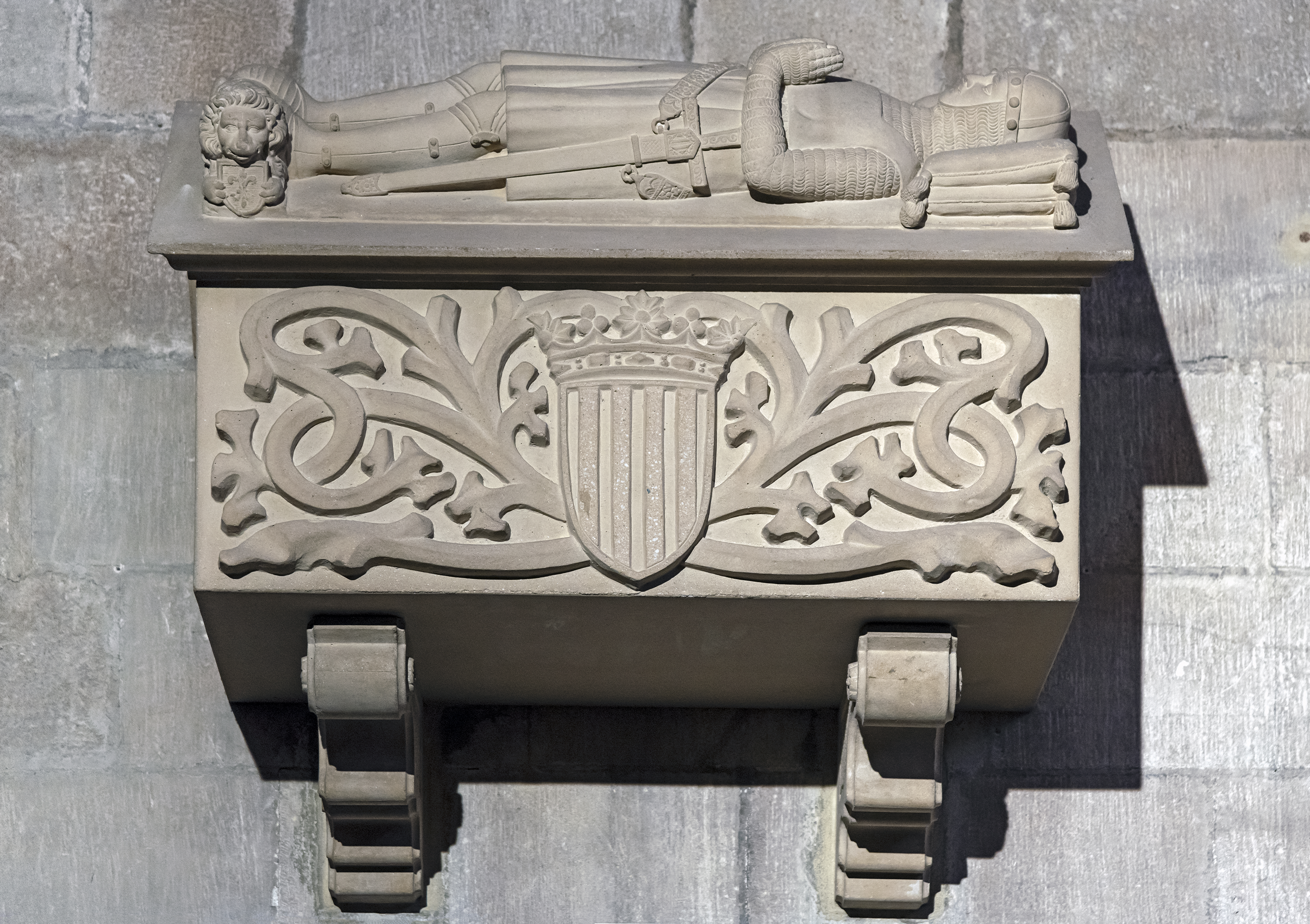
La seva tomba

Les intrigues de la seva madrastra, Elionor de Castella, provocaren la pèrdua d'una bona part dels dominis comtals (Alòs, Ivars, Meià...) bona part dels quals passà als fills d'aquesta, els infants Ferran i Joan.
Com a procurador general del regne, va ser lleial al seu germà, el rei Pere el Cerimoniós, posant-se en diverses ocasions en contra de la seva germana Constança d'Aragó i d'Entença, reina consort de Mallorca. Però, més tard, Pere el Cerimoniós feu proclamar hereva la seva filla primogènita, la infanta Constança d'Aragó, desheretant així Jaume I d'Urgell, que era l'hereu dels regnes si Pere moria sense fills mascles. Jaume marxà a Saragossa i encapçalà la revolta nobiliària de la Unió Aragonesa, ja que com baró d'Entença era també un noble aragonès. Aquesta revolta dugué a la guerra de la Unió.

## Núpcies i descendents
El 1336 es casà amb Cecília de Comenge, hereva del comtat de Comenge, i de la qual tingué: 
- Pere II d'Urgell (1340-1408), comte d'Urgell
- Elisabet d'Urgell i Aragó, que es casà amb Hug II de Cardona

Va morir a Barcelona el 19 de novembre de 1347, als 27 anys, durant les celebracions de les segones núpcies del rei amb Elionor de Portugal, a causa d'una malaltia sobtada. Els rumors d'enverinament induït pel rei, que circularen ja a l'època, no tenen fonament.
El comtat passà a mans de la seva esposa, Cecília I.